# International Mass Spectrometry Foundation
La International Mass Spectrometry Foundation (Fundación Internacional de Espectrometría de Masas; IMSF) es una organización científica sin fines de lucro en el campo de la espectrometría de masas. Gestiona la Sociedad Internacional de Espectrometría de Masas, que consta de 37 sociedades miembros y patrocina la Conferencia Internacional de Espectrometría de Masas que se celebra una vez cada dos años.

## Objetivos
La fundación tiene cuatro objetivos:
1. Organización de conferencias y talleres internacionales sobre espectrometría de masas
2. Mejorar la educación en espectrometría de masas
3. Estandarizar la terminología en el campo
4. Ayudar en la difusión de la espectrometría de masas a través de publicaciones

## Conferencias
Antes de la formación de la IMSF, la primera Conferencia Internacional de Espectrometría de Masas se celebró en Londres en 1958 y se presentaron 41 trabajos. Desde entonces, las conferencias se celebraron cada tres años hasta 2012, y cada dos años desde entonces. Las actas de las conferencias se publican en una serie de libros, Advances in Mass Spectrometry, que es la serie más antigua de publicaciones continuas en espectrometría de masas. La Sociedad Internacional de Espectrometría de Masas evolucionó a partir de esta serie de Conferencias Internacionales de Espectrometría de Masas. La IMSF se registró oficialmente en los Países Bajos en 1998 tras un acuerdo alcanzado en la conferencia de 1994.
Las reuniones anteriores se llevaron a cabo en estos lugares:
- Florencia (2018)
- Toronto (2016)
- Ginebra (2014)
- Kioto (2012)
- Bremen (2009)
- Praga (2006)
- Edimburgo (2003)
- Barcelona (2000)
- Tampere (1997)
- Budapest (1994)
- Ámsterdam (1991)
- Burdeos (1988)
- Swansea (1985)
- Viena (1982)
- Oslo (1979)
- Florencia (1976)
- Edimburgo (1973)
- Bruselas (1970)
- Berlín (1967)
- París (1964)
- Oxford (1961)
- Londres (1958)

## Premios
La sociedad patrocina varios premios, entre ellos el premio Curt Brunnée a los logros en materia de instrumentación de un científico menor de 45 años, el premio de la medalla Thomson a los logros en espectrometría de masas, así como premios a los viajes y a los trabajos de estudiantes:
Ganadores del premio Curt Brunnée :
- 2018: Daniel Austin (Brigham Young)
- 2016: Yury Tsybin (Spectroswiss)
- 2014: Dimitris Papanastasiou (Fasmatech)
- 2012: Zheng Ouyang (Universidad de Purdue)
- 2009: Alexander Makarov (Thermo Scientific)
- 2006: Roman Zubarev (Universidad de Uppsala)
- 2003: Michisato Toyoda (Universidad de Osaka)
- 2000: Scott McLuckey (Universidad de Purdue)
- 1997: Michael Guilhaus (Universidad de Nueva Gales del Sur)
- 1994: Gareth Brenton (Swansea)